# 대니 대니얼스
대니 대니얼스(Dani Daniels, 1989년 9월 23일 ~ )는 미국의 포르노 배우, 스트리퍼, 시각 예술가이다.